# Nathalie Rochefort
 (décembre 2021).
Si vous disposez d'ouvrages ou d'articles de référence ou si vous connaissez des sites web de qualité traitant du thème abordé ici, merci de compléter l'article en donnant les références utiles à sa vérifiabilité et en les liant à la section « Notes et références ».
Pour les articles homonymes, voir Rochefort.
Nathalie Rochefort (née à Québec en 1970)  est une femme politique québécoise, ex-députée libérale de Mercier du 9 avril 2001 au 14 avril 2003.

## Carrière
Nathalie Rochefort naît à Québec en 1970. Son père est Jean-Paul Rochefort, un évaluateur automobile, et sa mère est Francine Morency. 
En 1995, elle obtient un certificat en action communautaire avec mineure en art et science de l'Université de Montréal et devient intermédiaire en assurance de personnes à "L'Industrielle Alliance" de 1995 à 1997. 
Elle poursuit ensuite sa carrière en devenant adjointe au directeur de l'organisme « Le Bon Dieu dans la rue » en 1997-1998, puis directrice de Dannath de 1998 à 2001. Elle quitte ses fonctions lorsqu'elle est élue députée. Suite à sa défaite en 2003, elle travaille comme organisatrice socio-communautaire et en réseautage d'affaires. Depuis 2004 elle est consultante en intégration sociale[réf. nécessaire].

## Engagement
Nathalie Rochefort s'engage dans diverses associations à partir de 1990 : 
- bénévole au Centre communautaire des gais et lesbiennes de Montréal à partir 1990 ;
- bénévole au Centre Pierre-Hénault de 1992 à 1995 ;
- Membre du Centre d'action bénévole de Montréal de 1992 à 1997 ;
- chargée de projet au Regroupement des organismes du Montréal ethnique pour le logement et coordonnatrice des bénévoles pour les Dîners-Rencontres Saint-Louis-de-Gonzague en 1995 ;
- bénévole à la Société pour la prévention de la cruauté envers les animaux à partir 1998, etc.

Elle débute en politique l'année de ses 17 ans en prenant sa carte au Nouveau Parti démocratique, avant de rejoindre le Parti libéral du Québec en 1993. Cet engagement lui permettra de devenir porte-parole et déléguée au comité consultatif sur la Politique Jeunesse du gouvernement du Québec et observatrice déléguée au Sommet du Québec et de la Jeunesse pour le Forum Jeunesse de Laval de 1999 à 2001.
Le 9 avril 2001, lors d'une élection législative partielle à la suite de la démission de Robert Perreault, elle est élue députée avec 34,66 % dans une circonscription traditionnellement péquiste. Elle sera cependant défaite lors des élections générales de 2003, Daniel Turp arrivant largement en tête avec 45,26 % des voix contre 28,56 % pour elle. Elle se représentera lors des élections générales de 2007 et terminera cette troisième avec 19,82 % des voix, derrière Daniel Turp (33,35 %) et Amir Khadir (29,38 %).
Elle est récipiendaire, en 2005, de la Médaille de l'Assemblée nationale.
Elle continue alors son engagement associatif comme organisatrice socio-communautaire et en réseautage d'affaires et en devenant coordonnatrice de "Mères avec pouvoir" à Montréal à partir de 2007.
Elle est candidate dans Jeanne-Mance aux élections municipales de 2009 aux côtés de Louise Harel et de Vision Montréal, mais n'est pas élue. En 2019, elle est candidate du Parti libéral du Canada dans Bécancour—Nicolet—Saurel aux élections fédérales.
Depuis 2015, elle organise et préside le Gala de reconnaissance OserAgir visant à souligner la contribution exceptionnelle d'immigrants au développement économique ou sociale.
À Pierreville, elle devient directrice générale de la Chambre de commerce et d'industrie du Cœur-du-Québec en 2019.